# Neocynorta olivacea
Neocynorta olivacea is een hooiwagen uit de familie Cosmetidae.